# هي دان
هي دان هي منافسة ألعاب القوى صينية، ولدت في 22 يوليو 1984.

## وصلات خارجية
- هي دان على موقع الاتحاد الدولي لألعاب القوى (الإنجليزية)
- هي دان على موقع اللجنة الأولمبية الصينية (الإنجليزية)